# Per Anger-priset
Per Anger-priset är ett internationellt pris för humanitära och demokratifrämjande insatser.
Per Anger-priset instiftades av Sveriges regering 2004 för att hedra minnet av Per Anger. Pristagare utses årligen på hösten av en jury, som utses av Forum för levande historia. Pristagaren utses av en jury, som 2019 består av institutionens överintendent Ingrid Lomfors, människorättsjuristen Parul Sharma, Peter Anger som är son till Per Anger och representant för familjen Anger, departementsrådet Elinor Hammarskjöld och professor Johan von Schreeb, som är kirurg specialiserad i global katastrofmedicin.
Priset utdelas till personer och organisationer som utmärkt sig för samtida eller tidigare gärning. Ett antal utvalda frivilligorganisationer, vilka har internationellt etablerade kontakter inom området mänskliga rättigheter, nominerar kandidater. Dessa är Amnesty International, Diakonia, Svenska FN-förbundet, Civil Rights Defenders, Svenska Avdelningen av Internationella Juristkommissionen, Reportrar utan gränser, Afrikagrupperna, Svenska kyrkan och Svenska PEN.
Pristagaren får en penningsumma samt en prisstatyett i silver föreställande två händer som omsluter och skyddar en sfärisk form. Symboliskt motsvarar statyettens mängd silver vikten av ett människohjärta, det vill säga omkring 300 gram. Den har skapats av arkitekterna Andreas Ferm och Jani Kristoffersen. Priset delas sedan 2007 ut vid Mänskliga Rättighetsdagarna.

## Pristagare
- 2004 – Gennaro Verolini, påvlig diplomat som arbetade mot nazistiska förföljelser av judar i Ungern under andra världskriget
- 2005 – Arsen Sakalov, ingusjisk medborgarrättsaktivist
- 2006 – Aliaksandr Bialiatski, författare och medborgarrättsaktivist i Vitryssland
- 2007 – Organización Feminina Popular, medborgarrättsorganisation i Colombia
- 2008 – Sebastian Bakare, anglikansk biskop i Zimbabwe
- 2009 – Brahim Dahare, medborgarrättsaktivist från Västsahara
- 2010 – Jelena Urlajeva, medborgarrättsaktivist i Uzbekistan
- 2011 – Narges Mohammadi, människorättsaktivist i Iran
- 2012 – Sapiyat Magomedova,  människorättsadvokat i Dagestan
- 2013 – Justine Ijeomah, människorättsaktivist i Nigeria
- 2014 – Rita Mahato, människorättsaktivist i Nepal
- 2015 – Islena Rey Rodriguez, människorättsaktivist i Colombia
- 2016 – Abdullah al-Khateeb, människorättsaktivist i Syrien
- 2017 – Gégé Katana Bukuru, människorättsaktivist i Demokratiska Republiken Kongo
- 2018 – Teodora del Carmen Vásquez, kvinnorättsaktivist i El Salvador[3]
- 2019 – Najwa Alimi, journalist i Afghanistan
- 2020 – Intisar Al-Amyal, kvinnorättsaktivist i Irak[4]
- 2021 – S'bu Zikode, sydafrikansk människorättsaktivist[5]
- 2022 – Anabela Lemos, klimataktivist i Moçambique[6]
- 2023 – Malú García Andrade,  en mexikansk kvinnorättsförsvarare som ägnat sitt liv åt att bekämpa femicid i Mexiko[7]
- 2024 – Sithar Chhim,  kämpar för rättvisa arbetsvillkor i Kambodja[8]